# 卡马斯特拉
卡马斯特拉（義大利語：Camastra），是意大利阿格里真托省的一个市镇。总面积16.27平方公里，人口2090人，人口密度128.5人/平方公里（2009年）。ISTAT代码为084008。